# Tymfristós (Phthiotide)
Tymfristós, en grec moderne : Τυμφρηστός, est un village et un district communal (el), dans le district régional de Phthiotide, en Grèce-Centrale. Depuis 2010, il est fusionné au sein du dème de Makrakómi.
Selon le recensement de 2011, la population du district communal et celle du village s'élève à 434 habitants.